# Going to Hell
| Recensione       | Giudizio |
| ---------------- | -------- |
| Metacritic       | 42/100   |
| Rolling Stone    | [ 6 ]    |
| SputnikMusic     | 3.2/5    |
| Blabbermouth.net | 8/10     |

Going to Hell è il secondo album in studio del gruppo rock statunitense The Pretty Reckless pubblicato il 18 marzo 2014.

## Il disco
Il 30 marzo 2013, il gruppo pubblicò un'anteprima dell'album e il 17 giugno pubblicarono il brano Follow Me Down, seguito il 1º luglio da un'anteprima di due minuti del brano Burn.
Il brano omonimo ebbe un'anteprima esclusiva su Revolvermag.com il 19 settembre 2013. Nello stesso giorno, il gruppo annunciò la firma del contratto con la Razor & Tie Records.
Il 19 novembre 2013 venne pubblicato il primo singolo estratto dall'album: Heaven Knows, e il 13 febbraio venne pubblicato il videoclip del singolo.
Le tracce, la copertina e le date di pubblicazione sono state annunciate il 21 gennaio 2014 e sul sito del gruppo è stata avviata la pre-ordinazione dell'edizione limitata dell'album.
I successivi singoli estratti dall'album sono stati: Messed Up Word, House on a Hill e Follow Me Down.

## Tracce
Testi e musiche di Ben Philips e Taylor Momsen, eccetto dove diversamente specificato.
1. Follow Me Down – 4:41
2. Going to Hell – 4:38
3. Heaven Knows – 3:44
4. House on a Hill – 4:45
5. Sweet Things – 5:04
6. Dear Sister – 0:56 (T. Momsen)
7. Absolution – 4:34
8. Blame Me – 4:27 (T. Momsen)
9. Burn – 1:48 (T. Momsen)
10. Why'd You Bring a Shotgun to the Party – 3:20
11. Fucked Up World – 4:16
12. Waiting for a Friend – 3:12 (T. Momsen)

Edizione giapponese (bonus tracks)
1. Kill Me – 3:47 (T. Momsen, B. Philips, K. Khandwala)
2. Going to Hell (Acoustic version) – 2:35
3. Sweet Things (Acoustic version) – 4:14

Pre-order CD bonus tracks
1. Going to Hell (Acoustic version) – 2:35
2. Sweet Things (Acoustic version) – 4:14

Tracce bonus dell'edizione iTunes
1. Only You – 3:38 (T. Momsen, B. Philips, K. Khandwala)

## Formazione
Hanno partecipato alle registrazioni, secondo le note dell'album:
The Pretty Reckless
- Taylor Momsen – voce, chitarra
- Ben Phillips – chitarra, tastiere, cori, voce nella traccia 5
- Mark Damon – basso
- Jamie Perkins – batteria, percussioni

Altri musicisti
- Jenna Haze – voce nella traccia 1
- Bronxville Union Free School District – coro nella traccia 3
- Jeremy Gillespie – armonica nella traccia 12

Tecnici
- Kato Khandwala – produttore, missaggio
- Ted Jensen – masterizzazione

## Classifiche
| Classifica (2014) | Posizione massima |
| ----------------- | ----------------- |
| Australia         | 20                |
| Austria           | 28                |
| Belgio (Fiandre)  | 57                |
| Belgio (Vallonia) | 28                |
| Danimarca         | 33                |
| Francia           | 46                |
| Germania          | 35                |
| Irlanda           | 45                |
| Nuova Zelanda     | 19                |
| Paesi Bassi       | 58                |
| Regno Unito       | 8                 |
| Spagna            | 68                |
| Stati Uniti       | 5                 |
| Svizzera          | 35                |